# Timberlake (Virgínia)
Timberlake és una concentració de població designada pel cens dels Estats Units a l'estat de Virgínia. Segons el cens del 2000 tenia 10.683 habitants.

## Demografia
Segons el cens del 2000, Timberlake tenia 10.683 habitants, 4.523 habitatges, i 3.152 famílies. La densitat de població era de 467,7 habitants per km².
Dels 4.523 habitatges en un 29,6% hi vivien nens de menys de 18 anys, en un 57,1% hi vivien parelles casades, en un 9,8% dones solteres, i en un 30,3% no eren unitats familiars. En el 25,3% dels habitatges hi vivien persones soles el 7% de les quals corresponia a persones de 65 anys o més que vivien soles. El nombre mitjà de persones vivint en cada habitatge era de 2,36 i el nombre mitjà de persones que vivien en cada família era de 2,83.
Per edats la població es repartia de la següent manera: un 22,7% tenia menys de 18 anys, un 8,4% entre 18 i 24, un 29,8% entre 25 i 44, un 25,7% de 45 a 60 i un 13,5% 65 anys o més.
L'edat mediana era de 38 anys. Per cada 100 dones de 18 o més anys hi havia 89,5 homes.
La renda mediana per habitatge era de 43.094 $ i la renda mediana per família de 50.073 $. Els homes tenien una renda mediana de 34.577 $ mentre que les dones 24.343 $. La renda per capita de la població era de 20.760 $. Entorn del 4,5% de les famílies i el 5,6% de la població estaven per davall del llindar de pobresa.

## Poblacions més properes
El següent diagrama mostra les poblacions més properes.